# J.Lo (album)
J.Lo là album phòng thu thứ hai của nữ ca sĩ người Mỹ Jennifer Lopez, được phát hành vào ngày 23 tháng 1 năm 2001 bởi hãng Epic Records. Album đứng đầu bảng xếp hạng Billboard 200 tại Mỹ với 272,000 bản đã được tiêu thụ tuần đầu tiên, và đứng vững trong top 20 đến 6 tuần tiền. Đĩa đơn đầu tiên của album là "Love Don't Cost a Thing", leo lên vị trí thứ 3 trên bảng xếp hạng Billboard Hot 100. Tiếp đó, album cùng đã phát hành "Play" nhưng khá thất bại. Chính vì vậy, cô đã hợp tác với Ja Rule của The Inc. Records để tạo nên bản phối "Murder" cho "I'm Real" và "Ain't It Funny". Hai bản phối lại này đứng đầu bảng xếp hạng Hot 100.
Ngoài ra, về phần thể loại của J.Lo thì album này mang hơi hướng nhạc đường phố cùng khá nhiều giai điệu R&B, nhưng không hề có chất pop như album trước, On the 6.
Vào 24 tháng 7 năm 2001 (ngày sinh nhật thứ 32 của Lopez), album đã được phát hành lại với bài hát "I'm Real" (bản phối của Murder) trở thành ca khúc tặng kèm. Tuy nhiên, phiên bản này đã được dán mác Parental Advisory (Không dành cho trẻ em) vì có một vài bài hát ("I'm Real", "Play", "Come Over") có nội dung và nhiều từ ngữ mạnh (tục tĩu) hay có nội dung khích dục. Điều này cũng xảy ra với album của Janet Jackson, All for You (2001). Dù vậy, album vẫn trở thành album thành công nhất của Lopez khi đã bán được 8 triệu bản toàn thế giới.

## Thông tin ngoài lề
J.Lo theo xu hướng nhạc đường phố hơn hẳn so với album trước của cô On the 6, cùng với giai điệu dance-pop, R&B và latin pop. Cách thể hiện và giai điệu của album khá giống Janet Jackson, Gloria Estefan, Paula Abdul, TLC và Destiny's Child. Sal Cinquemani của Slant Magazine cho rằng album là một album "thập cẩm": một phần retro dance-pop, phần kia R&B, và phần này Latin." "Love Don't Cost a Thing" là ca khúc mở màn cho loạt đĩa đơn của album, được sản xuất bởi Ric Wake. Cinquemani phát biểu rằng một vài bài hát trong album có phong cách khoảng thập niên '80 và '90, ông mô tả "I'm Real" mang phong cách của "Janet", còn "Walking on Sunshine" thì mang phong cách retro những năm '90, như đĩa đơn trước của cô "Waiting for Tonight." Ca khúc nhạc Latin, "Ain't It Funny", gồm một đoàn hát nền ở phần điệp khúc bài hát, được đánh giá là "một kiệt tác về nữ quyền", sau đó, Sal cũng cho rằng "That's Not Me" "thật tuyệt vời khi guitar và piano phối hợp với nhau".

## Phát hành và quảng bá
Đĩa đơn đầu tiên của album là "Love Don't Cost a Thing", đồng thời cũng được đưa vào đãi nhạc phim của The Wedding Planner, khi mở đầu của bộ phim. Ca khúc thứ hai được phát hành là "I'm Real" (Murder Remix) vào ngày 24 tháng 7 năm 2001 (đúng vào ngày phát hành lại album) và đồng thời trở thành ca khúc tặng kèm của album. Album khi chưa phát hành lại thì không dán mác Parental Advisory (Cấm trẻ em), nhưng sau khi phát hành một lần nữa thì lại tiếp tục bị dán mác lên đĩa. Một album phối lại của để quảng bá cho "J.Lo" là J to tha L–O!: The Remixes, phát hành vào ngày 6 tháng 2 năm 2002 tại Hoa Kỳ bởi hãng Epic Records. Album phối này đứng đầu bảng xếp hạng Billboard 200, khi bán được 156,000 bản vào tuần đầu tiên. Album Michael Jackson và Madonna. Album kèm theo ca khúc mới "Ain't It Funny" (Murder Remix), "I'm Gonna Be Alright" (Track Masters Remix), và "Alive" cùng hai kết hợp với nghệ sĩ rap Ja Rule.
"Love Don't Cost a Thing" đứng đầu các bảng xếp hạng tại Anh, Canada, New Zealand và nằm trong top 10 ở nhiều quốc gia khác. "Play", là đĩa đơn thứ hai được chọn, nhưng ít thành công hơn ca khúc trước đó, bài hát giành được vị trí thứ 8 trên bảng Hot 100 tại Mỹ và được khán giả tiếp đón nồng nhiệt tại United Kingdom, Canada, New Zealand, Thụy Điển và Thụy Sĩ. Đĩa đơn thứ ba mang tên "Ain't It Funny", không giành bất kì vị trí nào tại Mỹ nhưng lại lọt top 10 tại Anh. "I'm Real", đĩa đơn quảng bá cuối cùng của album tại Mỹ giành vị trí quán quân ở bảng Hot 100, và top 10 tại Úc, Canada và Anh Quốc.

## Tiếp nhận

### Đánh giá chuyên môn
Từ kho phát hành, J.Lo nhận được nhiều ý kiến trái ngược nhau. Metacritic đã cho ca khúc 50/100 điểm khi cho album một đánh giá trung bình dựa trên 11 trên 52 bài đánh giá khác nhau. Stephen Thomas Erlewine của Allmusic đã phát biểu "Cơ bản, album này khá giống với album trước đó On the 6, nhưng thời lượng dài hơn và không thống nhất, không có nhiều bài hát dễ nhớ. Album quá dài nên trở nên khá thừa thải." Tom Sinclair của Entertainment Weekly cho album điểm C- và bình luận rằng "Lopez đang tập trung vào những vấn đề thấp hèn nhất trong xã hội trong một vài ca khúc, luôn nói về T Ì N H và D Ụ C." và đồng thời cho rằng giọng cô Lopez không phù hợp lắm trong một vài bài hát
Jon Pareles của Rolling Stone cho rằng "Album giống như một trò chơi ghép hình: tất cả những mảnh nhỏ của âm nhạc được ghép vào tạo thành một album mạch lạc." Pareles đồng thời nói thêm "Lopez đang rất cố gắng để hát một cách thì thầm" trong các bản nhạc nhẹ rất giống với phong cách của Janet Jackson. Ngược lại, anh rất thất vọng về ca khúc Latin-pop "Ain't It Funny" và "Si Ya Se Acabó" khi cho rằng "Cô chất đống chất Latin của mình vào hai ca khúc ấy...nó nghe như bản làm mới của ca khúc của Madonna, "Isla Bonita." Christian Ward của NME cho album một đánh giá tiêu cực khi cho ca khúc hỉ ba trên tổng sổ 10 điểm và mô tả Lopez như đang bắt chước Janet Jackson và Gloria Estefan. Sal Cinquemani của tạp chí Salt đã bình luận rằng "J.Lo nghe như một album được móc ra từ năm 1986" và so sánh album với Control của Janet Jackson. Jake Barnes của Yahoo! Music Anh Quốc cho ca khúc 5/10 sao vào nói "Ca khúc hit 'Love Don't Cost A Thing' đánh bại tất cả các ca khúc khác và sau đó thì khá...tầm thường."

### Trình diễn quảng bá
Tại Mỹ, J.Lo đứng vị trí quán quân trên bảng xếp hạng Billboard 200 và Top R&B/Hip-Hop Albums tại Mỹ với 272,000 bản đã được bán ra trong tuần đầu tiên. Trong khi đó, bộ phim năm 2001 của cô The Wedding Planner, mở màn với việc đứng đầu các cụm rạp giúp cô trở thành ca sĩ đứng đầu bảng xếp hạng âm nhạc và xếp hạng phim trong cùng một tuần. Album lần đầu được tổ chức Recording Industry Association of America (RIAA) chứng nhận Vàng vào 28 tháng 2 năm 2001 với 500,000 bản đã được bán ra tại Mỹ. Trong cùng một ngày, album tiếp tục được chứng nhận Bạch kim khi số lượng đĩa bán của album vươn lên 1,000,000 bản. Bảy tháng sau, J.Lo tiếp tục nhận được danh hiệu đĩa 2x Bạch kim vào 3 tháng 8 năm 2001 và sau đó là 3x Bạch Kim vào 2 tháng 11 sau đó. Hai năm sau, album tiếp tục nhận được 4x Bạch kim vào 31 tháng 10 năm 2003. Tại Anh Quốc, album đứng thứ hai tại bảng UK Albums Chart, chỉ sau Limp Bizkit cùng Chocolate Starfish and the Hot Dog Flavored Water.

## Danh sách ca khúc
Bản thường
| STT | Nhan đề                                   | Sáng tác | Sản xuất                                                          | Thời lượng |
| --- | ----------------------------------------- | --- | ----------------------------------------------------------------- | ---------- |
| 1.  | "Love Don't Cost a Thing"                 | Damon Sharpe, Greg Lawson, Georgette Franklin, Jeremy Monroe, Amil Harris                                                                         | Anders Bagge, Arnthor Birgisson                                   | 3:41       |
| 2.  | "I'm Real"                                | L.E.S., Cory Rooney, Jennifer Lopez, Troy Oliver                                                                                                  | Cory Rooney, Troy Oliver                                          | 4:58       |
| 3.  | "Play"                                    | Rooney, Bagge, Birgisson, Christina Milian | Anders Bagge, Arnthor Birgisson                                   | 3:32       |
| 4.  | "Walking on Sunshine"                     | Sean Combs, Lopez, Mario Winans, Jack Knight, Michael "Lo" Jones                                                                                  | Sean Combs, Cory Rooney, Mario Winans                             | 3:46       |
| 5.  | "Ain't It Funny"                          | Rooney, Lopez | Cory Rooney                                                       | 4:06       |
| 6.  | "Cariño"                                  | Rooney, Lopez, Manny Benito, Neal Creque, Jose Sanchez, Frank Rodriguez, Guillermo Edghill Jr.                                                    | Cory Rooney, Jose Sanchez, Frank Rodriguez, Guillermo Edghill Jr. | 4:15       |
| 7.  | "Come Over"                               | Combs, Winans, Michelle Bell, Kip Colllins | Sean Combs, Mario Winans, Kip Collins                             | 4:53       |
| 8.  | "We Gotta Talk"                           | Rooney, Lopez, Oliver, Tina Morrison, Steve Estiverne, Joe Kelly                                                                                  | Cory Rooney, Troy Oliver                                          | 4:07       |
| 9.  | "That's Not Me"                           | Combs, Winans, Kandice Love | Sean Combs, Mario Winans                                          | 4:33       |
| 10. | "Dance with Me"                           | Combs, Winans, J. Knight, M. Jones | Sean Combs, Mario Winans                                          | 3:54       |
| 11. | "Secretly"                                | Rooney, Lopez, Oliver, Kalilah Shakir | Cory Rooney, Troy Oliver                                          | 4:25       |
| 12. | "I'm Gonna Be Alright"                    | Rooney, Lopez, Oliver, Ronald LaPread, Sylvia Robinson, Clifon Nathaniel Chase, Lorraine Cheryl Cook, Anthony Guy O'Brien, Anthony Michael Wright | Cory Rooney, Troy Oliver                                          | 3:44       |
| 13. | "That's the Way"                          | Rodney Jerkins, Fred Jerkins III, Nora Payne, LaShawn Daniels                                                                                     | Rodney Jerkins, LaShawn Daniels                                   | 3:53       |
| 14. | "Dame (Touch Me)" (song ca cùng Chayanne) | Jerkins, Jerkins III, M. Benito, Daniels | Rodney Jerkins, Manny Benito                                      | 4:25       |
| 15. | "Si Ya Se Acabó"                          | Benito, Jimmy Greco, Ray Contreras | Manny Benito, Jimmy Greco, Ray Contreras                          | 3:37       |

Đĩa CD kèm theo bản Giới hạn tại Mỹ - Bản thứ nhất
1. "Can't Believe" – 4:44

Đĩa CD kèm theo bản Giới hạn tại Mỹ - Bản thứ hai
1. "Pleasure Is Mine" – 4:19
2. "Amor Se Paga Con Amor (Love Don't Cost a Thing)" (Bản Tây Ban Nha) – 3:44

Bản Đặc biệt tại Mỹ
1. "I'm Real" (Murder Remix cùng Ja Rule) (Lopez, Oliver, Rooney, L.E.S., Jeffrey Atkins, Irving Lorenzo, Rick James) – 4:22

Bản Tây Ban Nha & Mexico
1. "Amor Se Paga con Amor" (Sharpe, Lawson, Franklin, Monroe, Harris, Benito) – 3:44
2. "Cariño" (Bản Tây Ban Nha) (Lopez, Rooney, Benito, Creque, Sanchez, Rodriguez, Edghill) – 4:17
3. "Qué Ironía (Ain't It Funny)" (Lopez, Rooney, Benito, Tommy Mottola) – 4:07

Bản Nhật Bản
1. "I'm Waiting" – 3:11

Bản Anh, Úc và Bồ Đào Nha
1. "Pleasure Is Mine" – 4:19
2. "I'm Waiting" – 3:11
3. "I'm Real" (Murder Remix cùng Ja Rule) – 4:22

## Ê-kíp thực hiện

### Nhạc sĩ
| - Jennifer Lopez – giọng chính - Karen Anderson – hát bè - Michelle Bell – hát bè - Manny Benito – hát bè - Jeannie Cruz – hát bè - William Dubal – hát bè - Kip Collins – nhạc nền - Angel Fernandez – guitar - Mario Gonzalez – guitar - Ricky Gonzalez – piano, hát bè - Jimmy Greco – nhạc nền điện tử - Nelson Gasu Jaime – piano - Richie Jones – trống | - Ozzie Melendez – trombone, horn - Christina Milian – hát bè - Troy Oliver – dụng cụ - Nora Payne - hát bè - Erben Perez - bass - Lena Pérez - hát bè - Paul Pesco - guitar - Corey Rooney – hát bè - Shelene Thomas – hát bè - Rene Toledo – guitar - Mario Winans – hát bè - Yanko – hát bè |

### Sản xuất
| - Jennifer Lopez – giám đốc sản xuất - Arnthor Birgisson – sản xuất - Scott Barnes – trang điểm - Manny Benito – kĩ thuật âm thanh, sản xuất - Jorge Calandrelli – sắp xếp - Kip Collins – sản xuất - Sean "Puffy" Combs – sản xuất, phối khí - Ray Contreras – sản xuất, hòa âm - Angel Fernandez – hòa âm - Paul Foley – kĩ thuật - Jimmy Greco – sản xuất, hòa âm, trống - Dan Hetzel – kĩ thuật, phối khí - Jean-Marie Horvat – phối khí - Richie Jones – sản xuất, hòa âm, phối khí, điều chỉnh - Jack Knight – hòa âm - Matt Kormondy – trợ lý sản xuất - Greg Lawson – hòa âm, điều chỉnh - Glen Marchese – kĩ thuật - Rob Martinez – trợ lý sản xuất | - Tony Maserati – phối khí - William Nelson – trợ lý sản xuất - Joel Numa – kĩ thuật - Troy Oliver – sản xuất, điều chỉnh, điều chỉnh nhịp trống, điều chỉnh keyboard - Michael Patterson – kĩ thuật, phối khí - Julian Peploe – chỉ đạo nghệ thuật, thiết kế - Corey Rooney – sản xuất, giám đốc sản xuất, hòa âm, điều chỉnh nhịp trống, điều chỉnh keyboard - José R. Sanchez – sản xuất, điều chỉnh, drum điều chỉnh, keyboard điều chỉnh - Dave "Young Dave" Scheur – kĩ thuật - Dan Shea – sản xuất, điều chỉnh - Cesar Sogbe – phối khí - Manelich Sotolong – trợ lý kĩ thuật - David Swope – kĩ thuật, trợ lý kĩ thuật, trợ lý phối khí - Michael Hart Thompson – nhiếp ảnh gia - J.C. Ulloa – kĩ thuật - Rick Wake – sản xuất, hòa âm - Mario Winans – sản xuất, dụng cụ - Joe Zee – thiết kế thời trang |

## Giải thưởng và đề cử
Đề cử
- MTV Video Music Awards

- Best Female Video: "Love Don't Cost a Thing"
- Best Dance Video: "Love Don't Cost a Thing"

Thắng
- MTV Europe Music Awards

- Best Female Artist

- MTV Video Music Awards

- Best Hip-Hop Video: "I'm Real (Murder Remix)"

## Xếp hạng

### Vị trí
| Bảng xếp hạng (2001)                  | Vị trí |
| ------------------------------------- | ------ |
| Australian ARIA Albums Chart          | 2      |
| Austrian Albums Chart                 | 3      |
| Belgian Ultratop 50 Albums (Flanders) | 3      |
| Belgian Ultratop 50 Albums (Wallonia) | 4      |
| Canadian Albums Chart                 | 1      |
| Danish Albums Chart                   | 15     |
| Dutch Albums Chart                    | 4      |
| European Top 100 Albums               | 1      |
| Finnish Albums Chart                  | 6      |
| French SNEP Albums Chart              | 6      |
| German Albums Chart                   | 1      |
| Greek International Albums Chart      | 1      |
| Hungarian Mahasz Albums Chart         | 15     |
| Irish Albums Chart                    | 18     |
| Italian FIMI Albums Chart             | 8      |
| Japanese Oricon Albums Chart          | 14     |
| Norwegian Albums Chart                | 15     |
| Polish Albums Chart                   | 1      |
| Swedish Albums Chart                  | 7      |
| Swiss Albums Chart                    | 1      |
| UK Albums Chart                       | 2      |
| U.S. Billboard 200                    | 1      |
| U.S. Billboard Top R&B/Hip-Hop Albums | 1      |
| U.S. Billboard Top Internet Albums    | 2      |
| New Zealand RIANZ Albums Chart        | 3      |

## Phát hành
| Quốc gia       | Ngày                | Bản           |
| -------------- | ------------------- | ------------- |
| Hoa Ký         | 23 tháng 1 năm 2001 | Gốc           |
| Hoa Ký         | 24 tháng 7 năm 2001 | Phát hành lại |
| Nhật Bản       | 24 tháng 1 năm 2001 | Gốc           |
| Nhật Bản       | 30 tháng 7 năm 2001 | Phát hành lại |
| Vương Quốc Anh | 22 tháng 7 năm 2001 | Gốc           |